# Ca l'Esquerrà (Sant Cugat Sesgarrigues)
Ca l'Esquerrà era una casa de Sant Cugat Sesgarrigues (Alt Penedès) inclosa a l'Inventari del Patrimoni Arquitectònic de Catalunya. Va ser enderrocada cap a l'any 2000.

## Descripció
Casa del segle xviii, transformada el 1917, de planta baixa i pis coronat per un terrat tancat amb balustrada de barana ondulant. A la planta baixa s'obre la porta d'accés, d'arc de mig punt amb intradós motllurat, i una porta d'entrada a un magatzem. A pis hi ha un balcó, sobre la porta principal, i una finestra, ambdues obertures allindades d'obra. A l'interior de la casa, concretament a la dependència que ara serveix de cuina-menjador i que deu ésser l'antiga sala principal de la casa, s'hi conserven unes pintures murals força interessants.

### Pintures[2]
Aquestes pintures es trobaven en una casa aixecada segurament el segle xviii sobre el solar d'una més antiga i que fou totalment transformada el 1917 amb una façana força inexpressiva, acabada amb una barana com de terrat.
A l'interior d'aquesta casa, en concret a la dependència que ara serveix de cuina-menjador i que deu ésser l'antiga sala principal de la casa, hi foren trobades el 1980 unes pintures murals que omplen dos dels seus murs i que es continuen en una habitació contigua que abans devia formar part de la mateixa sala. En elles s'hi representa un monumental Sant Sopar amb figures de mida quasi natural i alguns quadres de tipus religiós amb una Mare de Déu del Roser amb Sant Domènec i una religiosa dominicana agenollats als seus peus, un Sant Josep i fragments d'altres escenes religioses com una Santa Eulàlia i altres indicis de pintura que caldria restaurar i rescatar. Es tracta d'obres pintades sobre calç amb colors vius i traç i dibuix irregular i ingenu. Els plafons o escenes que representen sants, tant per les seves orles com contingut s'assemblen als plafons ceràmics de l'època. Aquestes pintures, d'art popular i per aquest motiu molt interessants, es poden datar a finals del segle xviii, més o menys als volts del 1780, segons el Servei de Catalogació i Conservació de Monuments de la Diputació de Barcelona.

## Història
Casa aixecada segurament el segle xviii sobre el solar d'una més antiga i que fou totalment transformada el 1917, amb una façana força inexpressiva, acabada amb una barana com de terrat. A l'interior d'aquesta casa, en concret a la dependència que ara serveix de cuina-menjador i que deu ésser l'antiga sala principal de la casa, s'hi conserven unes pintures murals força interessants.
L'edifici es va enderrocar cap a l'any 2000 i els murals es van traslladar al museu de Sant Cugat Sesgarrigues.